# 斯氏水麝鼩
斯氏水麝鼩（学名：Chimarrogale styani）为鼩鼱科水麝鼩属的动物。在中国大陆，分布于西藏、陕西、青海、云南、四川等地，主要栖息于河流。该物种的模式产地在四川平武。